# 万法寺 (宇陀市)
万法寺 （まんぽうじ）は、奈良県宇陀市大宇陀小出口2284にある真宗本願寺派の寺院。山号は竹林山。本尊は阿弥陀如来。

## 歴史
永和3年（1377年）創建と伝わる。豊臣秀長が大和国を治めていた頃、天正13年（1585年）には現在地に寺が建立された。1993年（平成5年）には本堂が奈良県指定文化財に指定された。

## 文化財

### 奈良県指定文化財
- 万法寺本堂[1]
  - 向拝一間、本瓦葺。江戸時代前期の承応2年（1653年）建立。大型の真宗本堂であり、大和国における真宗本堂の発展過程を知るうえで貴重な遺構とされる。

## アクセス
- 近鉄大阪線榛原駅から奈良交通バス「西山」または「大宇陀高校前」下車後徒歩10分